# حزب کمونیست تایلند
حزب کمونیست تایلند (کوته نوشت: CPT ; تایلندی: พรรคคอมมิวนิสต์แห่งประเทศไทย، آرتی‌جی‌اس: phak khommionit haeng prathet thai) یک حزب کمونیست در تایلند بود که از سال ۱۹۴۲ تا دهه ۱۹۹۰ فعال بود. این حزب در ابتدا به عنوان حزب کمونیست سیام شناخته می‌شد.
، اگر چه فعالیت‌های کمونیستی در تایلند از اوایل سال ۱۹۲۷ آغاز شد، این حزب در تاریخ ۱ دسامبر ۱۹۴۲ رسماً تأسیس شد. در دهه ۱۹۶۰، این حزب با افزایش عضو و در نتیجه حمایت مواجه شده و در اوایل دهه ۱۹۷۰ دومین جنبش بزرگ کمونیستی در سرزمین اصلی آسیای جنوب شرقی (پس از ویتنام) بود. این حزب در سال ۱۹۶۵ جنگ چریکی را علیه دولت تایلند آغاز کرد. با وجود اختلافات درونی، حزب در اوج موقعیت سیاسی خود توانسته بود به دولت راه پیدا کند. حمایت مردم روستایی از حزب حداقل چهار میلیون نفر برآورد شده‌است و شاخه نظامی آن نیز در حدود چهارده هزار نیروی مسلح بود. نفوذ آن در شمال شرقی، شمال و جنوب تایلند متمرکز شده بود. این حزب در اوایل دهه ۱۹۹۰ به دلایلی همچون اختلافات درون حزبی، تغییر موضع احزاب کمونیستی جهان، سیاستهای موفق ضد شورشی دولت وقت تایلند، پیشنهاد عفو عمومی اعضای حزب و جنگ سرد که با شکست اتحاد جماهیر شوروی به پایان رسید، از صحنه سیاست خارج شد.

## دهه ۱۹۲۰ - دهه ۱۹۳۰
منشأ جنبش کمونیستی در تایلند، به تأسیس حزب کمونیست دریاهای جنوبی در بین سالهای ۱۹۲۶ تا ۱۹۲۷ بر می‌گردد. به دلیل افزایش مهاجران چینی بعد از جنگ داخلی چین، حمایت از فعالیت‌های حزب افزایش پیدا کرد. نظریات متفاوت است، ولی گمان می‌رود حزب کمونیست سیام (تایلند) در اواخر ۱۹۲۹ و اوایل ۱۹۳۰ افتتاح شد.

## دهه ۱۹۴۰ و ۱۹۵۰: ایجاد حزب
در طول مرحله اولیه وجود خود، حزب کمونیست سیام (تایلند) همچنان یک حزب کوچک بود و اعضای آن عمدتاً از روشنفکران شهر بانکوک تشکیل می‌شدند. در اوایل سال ۱۹۴۸، منابع اطلاعاتی انگلیس گزارش‌ها را، مبنی برداشتن ۳۰۰۰ عضو این حزب در سراسر کشور، «اغراق‌آمیز» دانستند. این حزب در یک دوره کوتاه از سال ۱۹۴۶ تا ۱۹۴۸ قانونی بود. در این سال‌ها، مقر مخفی حزب در یک ساختمان چوبی در جاده سی فرایا در بانکوک بود.
یک هیئت از حزب کمونیست تایلند در فوریه ۱۹۵۱، در دومین کنگره ملی حزب کمونیست ویتنام (CPV) در توین کوانگ شرکت کرد.
حزب کمونیست تایلند دومین کنگره حزب خود را در سال ۱۹۵۲ برگزار کرد.

## دهه ۱۹۶۰: جنگ خلق
در سال ۱۹۶۰، این حزب در نشست بین‌المللی احزاب کمونیست و کارگر که در مسکو برگزار شد، شرکت کرد.
حزب کمونیست تایلند سومین کنگره حزب خود را در سپتامبر ۱۹۶۱ برگزار کرد. در طی انشعاب چین و شوروی، حزب کمونیست تایلند از حزب کمونیست چین طرفداری می‌کرد. این موضوع در اکتبر ۱۹۶۴، در پیام تبریک به مناسبت پانزدهمین سالگرد جمهوری خلق چین روشن شد. از نظر ایدئولوژیکی نیز، حزب با مائوئیسم همسو بود. در سال ۱۹۶۱، سیاست مبارزه مسلحانه، مطابق با تجربه چین که در سال ۱۹۶۴ علنی شد، تدوین شد. به دنبال حمایت از چین، حزب کمونیست تایلند، حزب کمونیست اتحاد جماهیر شوروی را به عنوان تجدید نظر طلب و طرفدار نظر اجتماعی امپریالیستی محکوم کرد. از سال ۱۹۶۶، روابط با حزب کمونیست ویتنام رو به وخامت رفت، زیرا حزب مستقر در تایلند از همتای ویتنامی خود به دلیل عدم طرفداری از چین انتقاد کرد.
صدای مردم تایلند و ایستگاه رادیویی حزب، در مارس ۱۹۶۲ در یوننان، در جنوب چین تأسیس شد.
این حزب، جبهه میهنی تایلند را در تاریخ ۱ ژانویه ۱۹۶۵ راه اندازی کرد. جبهه میهنی تایلند، یک برنامه شش ماده ای برای صلح و بی‌طرفی داشت. این جبهه، خواستار تشکیل دولت میهنی و دموکراتیک بود و با دولت تایلند و حضور نیروهای آمریکایی در این کشور مخالفت می‌کرد. این جبهه آماده بود تا نقش جبهه متحد را در موقعیت مثلثی استراتژی جنگ مردم (حزب-ارتش-جبهه) پر کند.
مبارزه مسلحانه با شدت کم، در اوت ۱۹۶۵، هنگامی آغاز شد که حزب از طریق رادیوی خود اعلام کرد: «یک دوره مبارزه مسلحانه آغاز شده‌است». همزمان، حزب اقدامات مسلحانه را در منطقه ناکائه در استان ناکون پانوم آغاز کرد. در آن زمان تخمین زده می‌شد که این حزب حدود ۱۲۰۰ مبارز مسلح تحت فرماندهی خود دارد.
مخالفت با حضور نظامی آمریکا در تایلند، یکی از عناصر قدرت این حزب در طول جنگ ویتنام بود. این حزب ادعا می‌کرد که تایلند، یک کشور نو استعماری تحت سلطه آمریکا است؛ بنابراین بر مبارزه برای استقلال ملی تأکید شد. از سال ۱۹۶۸، بخش عمده ای از اعضای حزب، که از مائوئیسم الهام گرفته بودند، این موضوع که «تایلند یک کشور نیمه استعمار است» را را رد کردند.
از سال ۱۹۶۸، شبکه چریکی این حزب از کمتر از ۴۰۰۰ مبارز مسلح تشکیل شده بود که در کوه‌های شمالی و سایر مناطق پیرامونی پراکنده شده بودند. این چریک‌ها، پیوند محدودی با پشتیبانی خارجی داشتند.
در سال ۱۹۶۹، ارتش آزادی‌بخش خلق تایلند تشکیل شد و مرحله جدیدی را در تجمع نیروهای چریکی رقم زد. این جنگ مسلحانه، به مناطق مختلفی در شمال، در کوه‌های پتچابون و رشته کوه فی پان نام گسترش یافته بود. نیروهای مسلح حزب نیز در مناطقی که نیروهای مسلح حزب کمونیست مالایا مستقر بودند، در مرزهای مالزی حضور داشتند.
در ژوئیه ۱۹۶۹، نه عضو حزب، از جمله یک عضو عالی‌رتبه حزب دستگیر شدند. این دستگیری‌ها توسط دولت به عنوان یک پیروزی حیاتی بر حزب اعلام شد.

## دهه ۱۹۷۰: اوج
از سال ۱۹۷۰، ارتش آزادیبخش خلق تایلند پشتیبانی لجستیکی قابل توجهی از چین و ویتنام دریافت کرد. این نیروها، عملیات‌های خود را، از جمله حملات به پایگاه‌های بمب افکن نیروی هوایی آمریکا در این کشور شدت بخشیدند.
هنگامی که تایلند و جمهوری خلق چین در سال ۱۹۷۵ روابط دیپلماتیک برقرار کردند، در اطلاعیه ایی در رادیوی حزب از این پیشرفت استقبال شد.
پس از کشتار ۶ اکتبر ۱۹۷۶ در دانشگاه سماسات و در شرایط افزایش سرکوب پس از تسلط ارتش بر کشور، حزب کمونیست تایلند توانست پایگاه عضویت خود را گسترش دهد. بسیاری از تازه جذب شده‌ها را دانشجویان، کارگران، روشنفکران، کشاورزان و اعضای حزب سوسیالیست تایلند تشکیل می‌دادند. بیش از هزار دانشجو از جمله اکثر نمایندگان منتخب دانشگاه‌ها در سراسر کشور به این حزب پیوستند. بخش بزرگی از اعضای تازه استخدام شده آموزشهای سیاسی و نظامی را در اردوگاه‌های ارتش آزادی‌بخش خلق تایلند در لائوس دیدند. مدرسان از تایلند، لائوس و ویتنام بودند.
در بسیاری از موارد، دانش آموزان به زندگی شهری عادت داشتند و در پذیرفتن واقعیت‌های سخت مبارزات چریکی مشکل داشتند؛ بنابراین حزب تصمیم گرفت تا بسیاری از آنها را به جای جنگل‌های عمیق، در روستاها قرار دهد. دانشجویان تازه‌وارد به گروه‌های پنج تا ده نفره تقسیم می‌شدند که در حدود ۲۵۰ «روستای آزادشده» کشور توزیع شده بودند.
تا سال ۱۹۷۷، این حزب ۶۰۰۰ تا ۸۰۰۰ مبارز مسلح و حدود یک میلیون هوادار داشت. نیمی از استان‌های کشور در آن زمان توسط منابع رسمی تایلند «تحت نفوذ کمونیست» اعلام شدند.
ورود روشنفکران چپ به حزب، توانایی حزب را برای پیگیری سیاستهای جبهه متحد تقویت کرد. به دنبال افزایش اعضا، حزب تصمیم گرفت تا به بخش‌های گسترده‌تری از جامعه تایلند و تشکیل جبهه دموکراتیکی گسترده دست پیدا کند. در ۷ مه ۱۹۷۷، حزب سوسیالیست تایلند اعلام کرد که در مبارزه مسلحانه با حزب کمونیست تایلند همکاری خواهد کرد. در ۲ ژوئیه، دو حزب تشکیل جبهه ای متحد را اعلام کردند.
در ۴ اکتبر، رادیوی حزب کمونیست تایلند، تشکیل کمیته هماهنگی نیروهای میهنی و دموکراتیک را در ۲۸ سپتامبر اعلام کرد. کمیته هماهنگی از نه نفر تشکیل شده بود:
- رئیس: Udom Srisuwan (عضو کمیته مرکزی CPT)
- نایب رئیس: Boonyen Wothong (حزب سوسیالست تایلند)
- عضو کمیته: Monkon Na Nakhon (حزب کمونیست تایلند)
- عضو کمیته: Therdphum Chaidee
- عضو کمیته: سیتون یوتکانتا (جنبش کشاورزان)
- عضو کمیته: سماک چالیکون (حزب جبهه متحد سوسیالیست)
- عضو کمیته: چمنی ساکدیست
- سخنگو و عضو کمیته: سری اینتاپاتی (قبلاً در اداره روابط عمومی دولت کار می‌کرد)
- وزیر امور خارجه: تیرایوت بونمی (جنبش دانشجویی و سردبیر مجله Samakhi Surop (متحد برای مبارزه))، مجله ای که بین دانشجویان و روشنفکران در تایلند و خارج از کشور منتشر می‌شد.[۲][۶][۱۷]

در آن زمان نیروهای مسلح آزادیبخش مردم مسلمان تایلند و مرکز ملی دانشجویان تایلند نیز با حزب کمونیست تایلند همسو بودند.

## تغییر اتحاد
رشد نظامی و سیاسی حزب با تحولات وسیعتر از بین می‌رود. این حزب به حمایت دولتها و احزاب کمونیست در کشورهای همسایه وابستگی داشت و با تغییر اتحادهای بین‌المللی، حزب کمونیست تایلند خود را آسیب‌پذیر می‌دانست.
در اواخر سال ۱۹۷۸، جنگ بین ویتنام و کامبوج، دو کشوری که از حزب کمونیست تایلند حمایت می‌کردند، به دلیل شکاف چین و شوروی آغاز شد. لائوس، کشوری که میزبان بسیاری از پایگاه‌های ارتش آزادی‌بخش خلق تایلند بود، در این مناقشه طرف ویتنام بود. در ژانویه ۱۹۷۹، حزب کمونیست تایلند و ارتش آزادی‌بخش خلق تایلند، توسط دولت از لائوس اخراج شدند؛ این یک ضرر نظامی برای حزب بود. بنین ورثونگ و بخش کوچکی از دیگر رهبران و روشنفکران دانشجویی از رهبری حزب جدا شدند و در ۲۲ اکتبر ۱۹۷۹ حزب آزادی ایسان تایلند (که به‌طور کلی پاک مای، «حزب جدید» نامیده می‌شد) را در وینتیان تشکیل دادند. پاک مای یک حزب کمونیست بود که از مواضع ویتنام و لائوس پشتیبانی می‌کرد و در لائوس مستقر بود.
در ابتدا، حزب کمونیست تایلند موضع بی‌طرفی را در درگیری بین ویتنام و کامبوج اتخاذ کرد و باعث شد روابط با طرفهای چینی و ویتنامی خراب شود. با این حال، با مداخله نظامی ویتنام در کامبوج، حزب در بیانیه ای که در ۷ ژوئن ۱۹۷۹ منتشر شد، اقدام ویتنام را محکوم کرد.
با بهبود روابط دیپلماتیک و تجاری بین تایلند و چین، و وجود دشمنی مشترک، یعنی ویتنامِ طرفدارِ شوروی، حمایت‌های اخلاقی و لجستیکی چینی‌ها از حزب کمونیست تایلند به شدت کاهش یافت. حزب کمونیست چین به این حزب توصیه کرد تا گفتگوی انقلابی خود علیه دولت تایلند را در پخش رادیویی کاهش دهد و از نیروهای دموکرات کامپوچایی علیه ویتنامی‌ها حمایت کند. در ۱۰ ژوئیه ۱۹۷۹، رادیوی حزب اعلام کرد که پخش خود را متوقف می‌کند. در ۱۱ ژوئیه، آخرین برنامه رادیو حزب پخش شد. رنمین ریبائو، در ۳۰ سپتامبر پیامی تبریک از حزب به مناسبت سی امین سالگرد تأسیس جمهوری خلق چین ارسال کرد که در آن خواستار وحدت ستیزه‌جویان بین کمونیست‌های تایلند و چین بود، اما پس از آن اخبار در مورد حزب کمونیست تایلند در رسانه‌های چین کمیاب شد.

## دهه ۱۹۸۰: افول

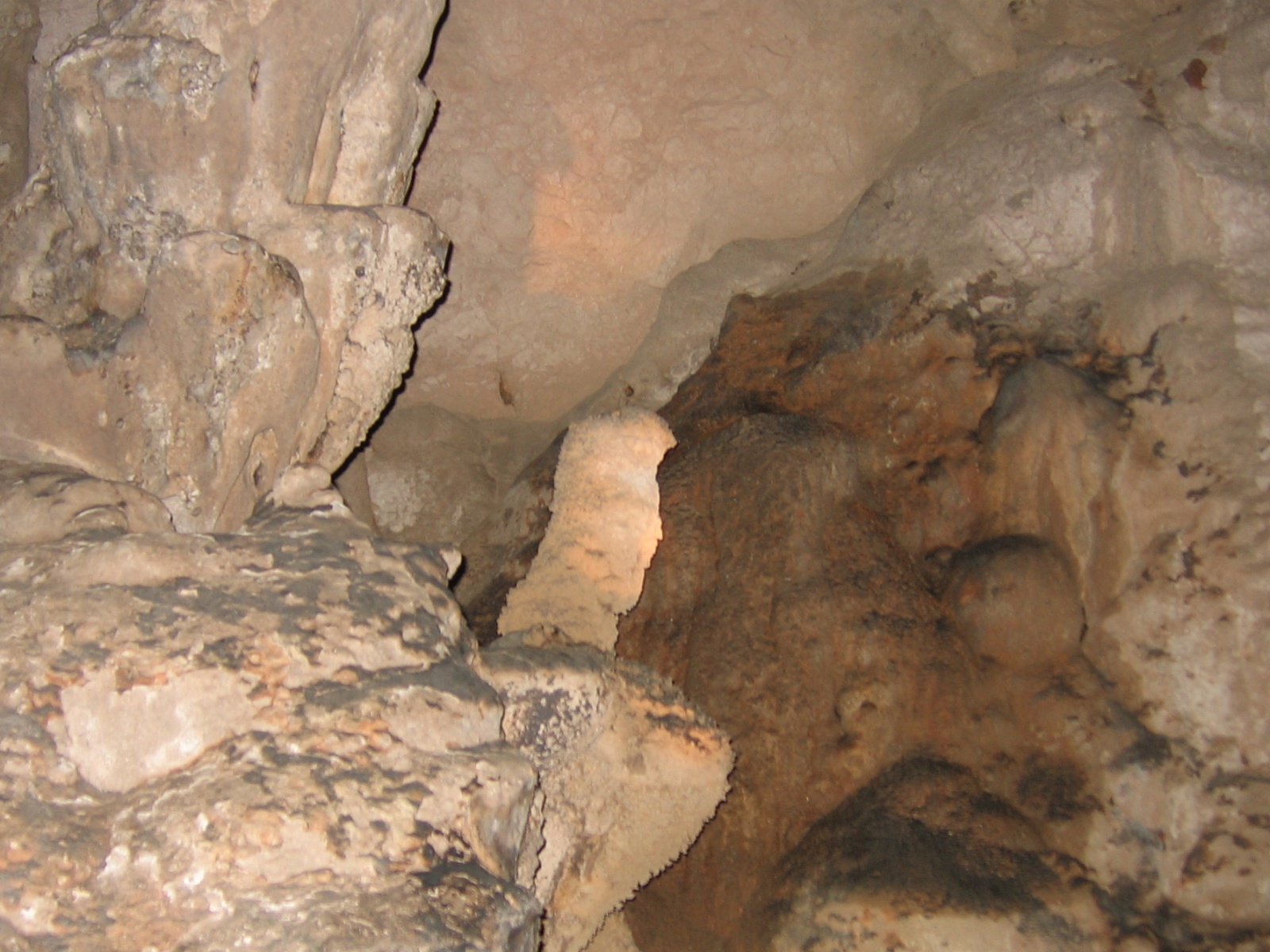
در داخل غار Ta Ko Bi Bi، غاری در منطقه Umphang، توسط چریکهای حزب به عنوان پایگاه مورد استفاده قرار می‌گیرد

در سال ۱۹۸۰، دولت تایلند برای تشویق کادرهای حزب برای خروج از حزب، حکمی با عنوان " ۶۶/۲۵۲۳ " را تصویب کرد. اعضای کمونیست حزب سرانجام مورد عفو قرار گرفتند.
در مارس ۱۹۸۱، حزب سوسیالیست تایلند با ادعای تحت کنترل بودن حزب کمونیست تایلند توسط عوامل خارجی، روابط خود را با این حزب قطع کرد.
در آوریل ۱۹۸۱، رهبر حزب به دنبال گفتگو با دولت تایلند بود. دولت در پاسخ داد که مبارزان حزب، قبل از آغاز هرگونه گفتگو باید از حالت چریکی خارج شده و سلاح‌های خود را کنار بگذارند. در بیانیه ای در تاریخ ۲۵ اکتبر ۱۹۸۱، سرلشکر چاوالیت یونگچاییود، مدیر گروه عملیات ارتش تایلند، گفت که جنگ علیه نیروهای مسلح حزب کمونیست تایلند به پایان خود نزدیک می‌شود، زیرا همه پایگاه‌های اصلی ارتش آزادی‌بخش خلق تایلند در شمال و شمال شرقی از بین رفته‌است.
در سال ۱۹۸۲، دولت، تحت نخست‌وزیری ژنرال پرم تینسولانوندا، دستورالعمل دیگری با نام ۶۵/۲۵۲۵ را صادر کرد و پیشنهاد عفو به جنگجویان حزب و ارتش آزادی‌بخش داد.
در سال‌های ۱۹۸۲ تا ۱۹۸۳، حزب با خروج گسترده اعضا و در نتیجه کاهش پتانسیل نظامی مواجه شد.
بسیاری از اعضای خارج شده، همان افرادی بودند که بعد از واقعه ۱۹۷۶ به این حزب پیوسته بودند. آن‌ها به این نتیجه رسیده بودند که تایلند، به عنوان کشوری صنعتی در حال پیشرفت است و روش جنگ چریکی باید کنار گذاشته شود.
دامری روآنگسوتام، یکی از اعضای با نفوذ سیاسی دفتر و سوراچای سای دان، یکی از چهره‌های برجسته حزب در جنوب تایلند، در آن زمان توسط نیروهای دولتی دستگیر شدند.
از ابتدای دهه ۱۹۹۰ تاکنون گزارشی از فعالیت حزب گزارش نشده‌است. از سرنوشت دقیق این حزب اطلاعی در دست نیست و تا امروز ممنوع اعلام شده‌است. [20]

## سازماندهی حزب
از دهه ۱۹۷۰، این حزب توسط یک دفتر سیاسی ۷ نفره رهبری می‌شد که توسط کمیته مرکزی ۲۵ نفره انتخاب می‌شدند. زیر نظر کمیته مرکزی کمیته‌های مختلف استانی (چانگ وات) و زیر نظر آنها کمیته‌های منطقه ای (آمفو) قرار داشتند. در سطح محلی ساختارهای حزب تمبون (زیرمجموعه) و موبان (دهکده) وجود داشت.
اطلاعات در مورد رهبری حزب کمیاب است. حزب کمونیست تایلند همیشه در مورد هویت رهبران خود محتاطانه عمل می‌کرد. بر اساس یک سند ۱۹۷۷ کامپوچیایی، ادعا می‌شد که دبیرکل حزب Khamtan بود (نام مستعار از Phayom Chulanont). در منابع دیگر «رفیق سامانان» (Jaroen Wanngam) به عنوان رهبر حزب در همان دوره ذکر شده‌است.

## ترکیب قومیتی
قبل از تشکیل حزب کمونیست سیام، حزب کمونیست چین دارای یک شاخه تبعید فعال در میان چینی‌های قومی در این کشور بود. این حزب در سال ۱۹۴۶ وضعیت قانونی یافت و تأثیر عمده ای بر اتحادیه‌های کارگری و دانشجویان چینی داشت. این حزب حدود ۲۰۰۰ عضو فعال و ۳۰۰۰ هوادار دیگر در سیام داشت. پس از تأسیس جمهوری خلق چین در سال ۱۹۴۹، بیشتر کمونیستهای چینی در تایلند به حزب کمونیست تایلند پیوستند. از سال ۱۹۴۹ تا ۱۹۷۶، عضویت حزب عمدتاً از نظر قومی چینی بود. به دنبال گسترش سریع حزب پس از کشتار ۱۹۷۶، تایلندی‌های قومی اکثریت اعضای حزب را تشکیل می‌دهند. همچنین می‌توان به حضور پررنگ سایر اقلیت‌های قومی در صفوف حزب وجود اشاره کرد. در حالی که بسیاری از همونگ‌ها در همسایگان لائوس تمایل به نیروهای ضد کمونیستی داشتند، این حزب توانست پایگاه قدرتمندی در میان همونگ‌های تایلند ایجاد کند.